# Sieben Quellen (Sulzbach-Rosenberg)
Koordinaten: 49° 29′ 2,9″ N, 11° 45′ 0,6″ O
Die Sieben Quellen sind Karstquellen bei Sulzbach-Rosenberg in der Oberpfalz in Bayern.

## Lage

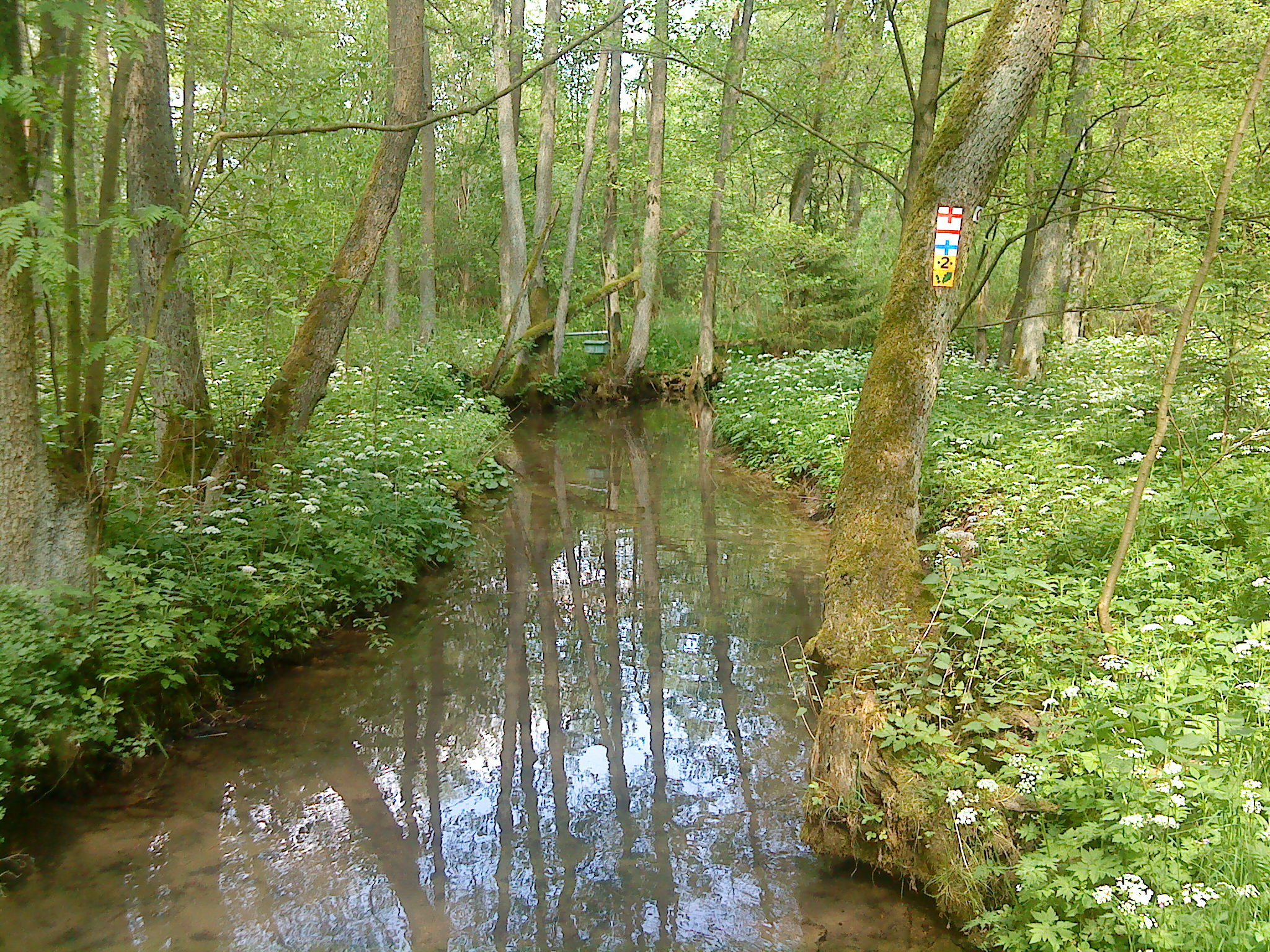
Der Breitenbrunner Bach
bei den Sieben Quellen

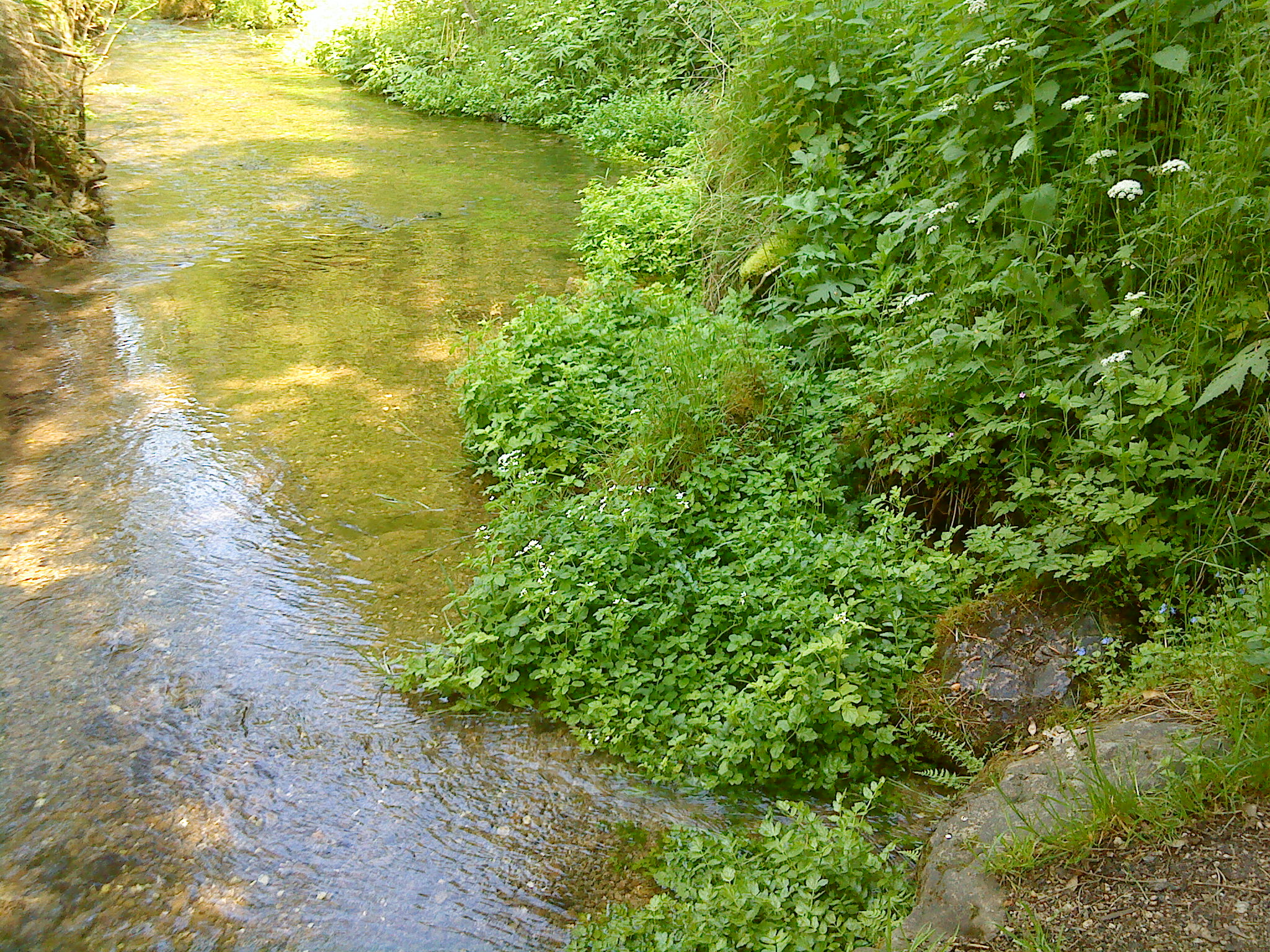
Eine der Quellen am Bachlauf

Die Sieben Quellen liegen südwestlich des Stadtteils Breitenbrunn von Sulzbach-Rosenberg im Breitenbrunner Tal. Diese Karstquellen entwässern über den Breitenbrunner Bach und den Rosenbach zur Vils. An den umgebenden Hängen ragen Dolomitfelsen in die Höhe. Das Gebiet steht unter Landschaftsschutz.

## Beschreibung
An mehreren Stellen im Breitenbrunner Tal hat die Erosion das Karstwasserniveau angeschnitten; sieben größere Quellen schütten dort klares Wasser aus den Malmdolomiten, das direkt dem Breitenbrunner Bach zufließt und ihn zu einem Flüsschen verstärkt. Seine oberste Quelle, der sogenannte Rieglasbrunnen, ist ebenfalls eine Karstquelle. Die Sieben Quellen sind vom Bayerischen Landesamt für Umwelt als Geotop 371Q002 ausgewiesen. Siehe hierzu auch die Liste der Geotope im Landkreis Amberg-Sulzbach.

## Flora und Fauna
Am Bachlauf können Eisvogel und Wasseramsel beobachtet werden. In der Umgebung wachsen Sumpfdotterblumen und einige Wildkräuter.